# Glarner Netzbraten
Der Glarner Netzbraten ist eine Spezialität aus dem Schweizer Kanton Glarus.
Im Gegensatz zum normalen Braten wird nicht ein Stück Fleisch zubereitet, sondern Brät aus Kalb- und Schweinefleisch, das mit einem Netz umwickelt und mit einer Schnur eingebunden ist. Das Netz stammt heute meist von der Bauchdecke des Schweins.